# Lim Jie-sun
Lim Jie-sun (* in Seoul) ist eine südkoreanische Komponistin.

## Leben
Lim studierte Komposition an der Yonsei University in Seoul und der Indiana University Bloomington (D.Mus., 1990).
Seit 1996 ist sie Professorin für Komposition und Musiktheorie an der Yonsei University. Von 2002 bis 2003 war sie Fulbright-Stipendiatin an der University of Michigan in Ann Arbor. Sie ist Generalsekretärin der Korean Society of Women Composers.
Ihre Werke wurden auf zahlreichen internationalen Festivals gespielt (Tribune internationale des compositeurs in Paris, ISCM World Music Days in Moldawien und Seoul International Music Festival). Sie wurde mehrfach ausgezeichnet, u. a. mit Korean National Music Prize Award, Ahn Iktae Prize und ACL Yoshiro IRINO Memorial Prize.